# PPE Portrait project

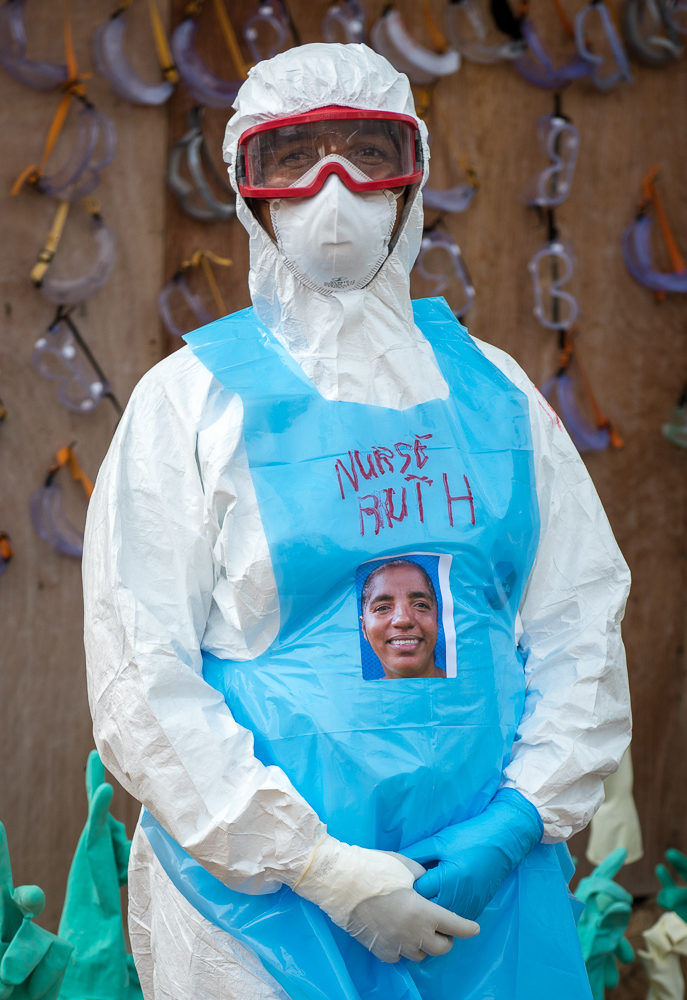
Infermiera Ruth Johnson, Unità per il trattamento dell'Ebola, 2015

Il PPE Portrait Project (dall'inglese Personal Protective Equipment portrait project, "progetto di ritratti per i dispositivi di protezione individuale") è stato ideato dell'artista Mary Beth Heffernan durante l'epidemia di Ebola del 2014/2015 in Liberia come modo per umanizzare il personale medico che indossava dispositivi di protezione individuali completi, in inglese PPE. I pazienti non riuscivano a vedere il volto del personale medico durante uno dei periodi più spaventosi della loro vita, ma poter vedere un adesivo fotografico sul camice o sulla tuta del personale medico permetteva loro di relazionarsi meglio con chi li accudiva.
Questo progetto è stato rilanciato nel 2020 dal sociologo di Standford Cati Brown-Johnson e presentato sul programma televisivo quotidiano di notizie e opinioni The Rachel Maddow Show, l'organizzazione di stazioni radio indipendenti americane NPR, e la rivista Simthsonian.

## Storia
L'idea è nata durante l'epidemia di Ebola del 2014/2015 in Liberia. L'artista americana, Mary Beth Heffernan, professore d'arte e di storia dell'arte all'Occidental College di Los Angeles, California, quando ha visto i camici che indossavano gli operatori sanitari e ha creato il PPE Portrait Project. Heffernan lo ha chiamato "un intervento artistico ideato per migliorare l'assistenza ai malati di Ebola". Il progetto sovvenzionato si è concentrato sui pazienti in isolamento e i benefici del "bucare l'isolamento" permettendo ai malati di entrare in sintonia con il personale medico. Heffernen è stata invitata dai medici liberiani J. Soka Moses e Moses Massaquoi, a far visita ai medici e allo staff che si occupavano di Ebola. Massaquoi ha detto che stava ricevendo email da persone che "proponevano un metodo non sperimentato ... stava diventando una spina nel fianco." L'idea di mettere delle foto sui camici era talmente sensata che ha risposto immediatamente a Heffernan. Heffernan ha riferito ai collaboratori di Maddow che "sperava che i ritratti PPE rappresentassero una miglior pratica medica per tutte le tipologie di pazienti in isolamento, che vedevano solo persone con volti coperti dai DPI per giorni e giorni."
La Gold Foundation ha finanziato il viaggio di Heffernan in Liberia. Heffernan ha ricevuto $5000 che ha utilizzato per questo progetto. Il personale medico "ha affermato di sentirsi più umano". Heffernan ha passato tre settimane in Liberia a formare il personale sanitario e gli ha lasciato delle provviste da utilizzare.

## Utilizzi successivi: l'epidemia di COVID-19
Negli anni successivi all'epidemia di Ebola, Heffernan si è rivolta a molti ospedali ma non erano interessati al suo progetto.

Il personale medico che indossava dei DPI completi durante la Pandemia di COVID-19 del 2019-2021 ha cambiato l'atteggiamento di diversi ospedali.
(Heffernan)
Il progetto è stato reintrodotto durante la pandemia di COVID-19 da Cati Brown-Johnson della Stanford University School of Medicine. Brown-Johnson è una sociologa interessata alle relazioni umane. Brown-Johnson afferma che gli studi mostrano che "un operatore sanitario compassionevole e competente si connette con i meccanismi di guarigione all'interno del corpo dell'assistito. Indossare DPI, dall'alto verso il basso… è competenza. Comunica subito competenza, il ritratto della persona sul camice potrebbe rappresentare l'unica fonte di calore ed è questa la base sulla quale si fonda la ricerca che si sta facendo." Brown-Johnson ha aggiunto che stanno anche vedendo un miglioramento nel morale del personale medico che si sente più umano. Brown-Johnson ha pensato di fare una prima prova del progetto al sito di test drive-thru a Standford.
Durante un test di prova per il progetto, il personale ha riferito che ha notato delle interazioni migliori con i pazienti. Anna Chico, infermiera che ha lavorato nel sito di test drive-thru per COVID-19, ha detto che si presentava indicando il ritratto dicendo "questa sono io, sotto tutto questo." I medici hanno riferito che sembrava che stessero lavorando con delle persone nell'équipe e "non degli oggetti inanimati".
Il programma televisivo The Rachel Maddow Show è venuto a conoscenza del progetto quando hanno notato che il dottor Ernest Patti dell'Ospedale St. Barnabas di New York, che era stato intervistato diverse volte per il programma si è presentato in tuta DPI con un ritratto sorridente di se stesso affissa sul camice esterno. Il personale del programma ha chiesto spiegazioni al dottor Patti: una donna l'aveva visto in alcune puntate precedenti del programma e gli aveva spedito una serie di adesivo con il suo ritratto da applicare ai suoi camici. La donna era la Dottoressa Lori Justice Shoket che è un'artista ed è laureata in medicina. Shocket è sposta ad un medico del pronto soccorso, e ha un figlio e un figliastro che sono anch'essi medici del pronto soccorso. Shocket chiede alle persone di inviarle i loro ritratti, lei stampa gli adesivi e glieli rispedisce.
Secondo Heffernan, l'obiettivo del progetto è quello di fornire strumenti e formazione agli ospedali così riescono a gestire il progetto autonomamente. Spera che tutto il personale medico utilizzi i ritratti, a prescindere dalla tuta DPI. In scenari in cui il personale medico deve indossare una maschera, vedere una foto sorridente apporta dei benefici al paziente. Maddow ha aggiunto che vedere un ritratto dell'operatore sanitario aiuta ad instaurare un rapporto vero e non "un rapporto estraneo, anche quando stanno facendo il possibile per salvarti la vita". La rivista Smithsonian afferma che la sensazione che uno ha nel vedere una persona che indossa un camice DPI completo equivale "a rendere anonimi questi individui; personale mascherato in tuta spaziale, privo di emozioni." Heffernan ha riferito che in Liberia, gli operatori sanitari "erano percepiti come 'ninja spaventosi' - stanno emarginando, disumanizzando e aggravando le paure del paziente".
Nel aprile 2020 altri ospedali che hanno aderito al PPE Portrait Project, applicando i ritratti ai camici sono: University of Massachusetts Medical School, Keck School of Medicine of USC e Boston Children's Hospital.
(Dott. Richard I. Levin, Presidente e amministratore delegato della Fondazione Gold)

## Aspetti pratici
Il sito web di medicina di Stanford raccomanda che la foto ritratto venga smaltita assieme al camice in scenari ad altro rischio. Mentre in scenari a basso rischio in cui si riutilizza il camice, l'adesivo della foto dovrà essere disinfettato prima di utilizzare il camice, in modo analogo ad una tessera con nominativo. Se vuoi creare un autoritratto, Stanford suggerisce di utilizzare l'impostazione ritratto del tuo smartphone, guardare direttamente alla fotocamera e "fare quel sorriso che vuoi mostrare ai tuoi pazienti." Heffernan consiglia l'utilizzo di etichette adesive con superficie opaca non riutilizzabile. Laminare, disinfettare e riutilizzare era stato considerato inizialmente ma poi scartato per paura che i bordi duri plastificati potessero danneggiare il camice e causare contaminazioni. Gli operatori sanitari possono tenere una scorta di foto adesivi nell'area di vestizione. Si consiglia di indossare la foto "al livello del cuore, perché le cure arrivano dal tuo cuore."